# 147

## Събития

### В Римската империя
- Марк Аврелий получава имперската власт от Антонин Пий.
- Започват празненства по случай 900 години от основаването на Рим.